# 한국대용유사료협회
한국대용유사료협회는 대용유사료제조 기술향상으로 축산진흥에 기여하고 회원간의 복리증진 도모를 목적으로 1961년 7월 3일 설립된 대한민국 농림축산식품부 소관의  사 인이다. 사무실은 서울특별시 서초구 방배3동 1031-1에 있다.

## 주요 사업
- 정부로부터 위탁된 원료수입추천 업무
- 수입사료원료 사후관리 업무
- 대용유 배합사료에 관한 조사연구
- 업계발전을 위한 공동홍보 및 출판물 간행